# 2013 par pays en Asie
| Années de l'Asie : 2010 - 2011 - 2012 - 2013 - 2014 - 2015 - 2016    |
| Décennies de l'Asie : 1980 - 1990 - 2000 - 2010 - 2020 - 2030 - 2040 |

Les évènements de l'année 2013 en Asie. 

## Bangladesh
- 24 avril : l'effondrement d'un immeuble à Savar fait plus de 1100 morts.

## Bhoutan
- 13 juillet : le Parti démocratique populaire remporte les élections générales.

## Cambodge
- Juillet : début de manifestations qui dureront près d'un an.

## Chine
- 14 mars : Xi Jinping est élu président de la République par l'Assemblée nationale populaire.
- 20 avril : séisme dans le Sichuan.
- 1er décembre : lancement de la sonde Chang'e 3 qui dépose un véhicule sur la Lune le 14 décembre.

## Corées
- 12 février : troisième essai nucléaire consécutif mené par la Corée du Nord.

## Inde
Championnats d'Asie de cyclisme 2013

## Indonésie
- 4 août : attentat du monastère d'Ekayana, à Jakarta.

## Iran
- 9 avril : séisme de Bouchehr.
- 14 juin : élection présidentielle, Hassan Rohani est élu.

## Maldives
- 9 et 16 novembre : élection présidentielle.

## Philippines
- 13 mai : élections législatives.
- 15 octobre : séisme de Bohol.
- 8 novembre : le typhon Haiyan, considéré comme un des plus violents jamais enregistrés, provoque de nombreux morts et d’importants dégâts.

## Syrie
- 21 mars : attentat à Damas.
- 2 et 3 mai : massacre d'al-Bayda et de Baniyas.
- Août : massacres de Barouda ; fin du siège de l'aéroport de Menagh.
- 18 septembre - 2 octobre : deuxième bataille d'Azaz.

## Turkménistan
- 15 décembre : élections législatives.